# Ali G
Cet article concerne le personnage d'Ali G. Pour la série télévisée, voir Da Ali G Show.
Pour le film, voir Ali G (film, 2002).
Alistair Leslie « Ali G » Graham est un personnage imaginaire incarné par l'humoriste britannique Sacha Baron Cohen. Il a fait son apparition sur la chaîne de télévision Channel 4 lors de l'émission The Eleven O'Clock Show. Devant le grand succès du personnage, celui-ci a obtenu sa propre émission, le Da Ali G Show, sur HBO. Sacha Baron Cohen interprète également Borat (un reporter kazakh) et Brüno (un journaliste homosexuel autrichien).
En 2002 Ali G a été le personnage principal du film Ali G (Ali G Indahouse).
Le personnage de Ali G a désormais pris sa retraite.

## Création du personnage
Le personnage d’Ali G joue sur les stéréotypes du mâle blanc issu d’une banlieue tranquille qui s’épanouit dans un mélange de Gangsta rap américain et de culture jamaïcaine, particulièrement à travers le Ragga Jungle, le Hip-hop, le reggae et la Grime. Sasha Baron Cohen déclara que le DJ Tim Westwood de BBC Radio 1 a influencé le développement du personnage d’Ali G (Westwood anime une émission de rap sur Radio 1 parlant un faux dialecte Hip-hop américain). Le fait qu’Ali G soit issu d’un milieu bourgeois fait directement référence à Tim Westwood. En effet ce dernier a été élevé à Lowestoft dans la région de Suffolk et est fils d’évêque.
Avant l’apparition d’Ali G dans l’émission « The Eleven O’Clock Show », Baron Cohen avait imaginé le portrait d’un personnage similaire appelé  MC Jocelyn Cheadle-Hume sur une chaine satellite nommé Talk TV (détenue par Granada Television). Alors qu’il parlait à un groupe de skateboarders dans la peau du personnage, Baron Cohen réalisa que les gens pouvaient réellement être amenés à croire que le personnage est bien réel, et filma plusieurs essais vidéo qui furent achetés par London Weekend Television.

## Histoire
Ali G devint célèbre grâce à « The Eleven O’Clock Show » sur Channel 4 comme la « voix des djeuns » en 1998. Il interviewa plusieurs figures publiques du Royaume-Uni. Ali G est grossier, mal-éduqué, faux-débrouillard frimeur avec une vue profondément stéréotypée du monde, qui embarrasse ses interlocuteurs en débitant un mélange d’inexactitudes et d’absurdité politiques ou amenant ses ‘victimes’ interviewées à être d’accord avec certaines erreurs effarantes ou approuver certaines insultes.
Il y a une multitude d’exemples révélant le caractère osé de ses interviews. Par exemple il a fait admettre à Lindsay Urwin, évêque de Horsham que Dieu a créé l’Univers et ensuite lui a demandé « Et depuis, Il [Dieu] se repose ? » Ali G questionna l’évêque sur l’apparence de Dieu, ce à quoi l’évêque répondit « Eh bien, il a à peu près la forme de Jésus. » Durant une interview avec James Ferman (ancien directeur de la British Board of Film Classification, l'organisme responsable d'évaluer la classification des films et des jeux vidéo au Royaume-Uni), Ali G demanda si ses grossièretés pourraient faire interdire un film aux moins de 18 ans, et suggéra que la Censure au cinéma devrait être réalisée par des personnes plus jeunes qui comprennent l’argot contemporain. Ali G a aussi commencé une interview avec le Président de l’Art Council of England (qui promeut l’art à travers le Royaume-Uni) Gerry Robinson avec la question : « Pourquoi est-ce que tout ce que vous financez est autant « de la daube » ? »
Ali G apparut aussi dans une série de publicités pour la Saison NBA 2005-2006, dans laquelle il utilise son style de journaliste un peu tordu pour interviewer plusieurs stars de la NBA. Ces différents spots furent réalisés par Spike Lee.

## Origines
Ali G est un  membre du gang fictif « West Staines Massiv », et habite avec sa grand-mère dans une maison jumelée au 36 Cherry Blossom Close, au cœur du « Ghetto de Staines ». Il a été éduqué à ce qu’il appelle « L’école Matthew Arnold » (en anglais « da Matthew Arnold Skool »), la Matthew Arnold School est un collège existant réellement.
Staines est une banlieue pavillonnaire essentiellement bourgeoise située à l’ouest de Londres très différente du ghetto mal famé qu’Ali G à l’habitude de décrire. De la même manière, il fait aussi référence à plusieurs villes bourgeoises des alentours, telles qu’Egham, Langley et Englefield Green. Malgré la nature étonnamment calme de sa ville natale, il prétend prendre exemple sur la culture « ghetto ». Le « vrai » nom d’Ali, révélé par la suite, est Alistair Leslie Graham (ce qu’on découvre dans le film Ali G (Ali G Indahouse).
À cause de sa grammaire peu orthodoxe, Ali G a été plusieurs fois ridiculisé par la personne qu’il était en train d’interviewer. Se prétendant noir et ayant des ancêtres jamaïquains, ses expressions contiennent souvent des termes comme « Aight » (alright, ça roule), « Booyakasha », « Salut à toi », «Wagaan », « Quartier Ouest », « Respek » (respect), « Pour de vrai », « Punanee », « Mate ça », et « Impose ton style ». Il utilise aussi le Dip Snap comme signe de reconnaissance, geste qui consiste à agiter sa main tout en gardant deux doigts en contact. Baron Cohen a défini une fois « Booyakasha » comme voulant dire : « Ecoute moi, selecta, ravale, beugle, salut à toi, tout ce que j’ai, j’arrive à toi tel Cleopatre, vient derrière les barreaux, recognize, represent, impose ton style, tu devrais te regarder avant de te bousiller, ravale… oh yeah, et bonjour ».

## Critiques sur le personnage
Bien que Baron Cohen ait à plusieurs reprises précisé que le personnage d’Ali G était une parodie de bourgeois, de jeunes privilégiés se prétendant « du ghetto », beaucoup de commentateurs ont estimé que la force de l’humour de Baron Cohen venait du détournement des stéréotypes « Noirs » et non pas des frimeurs blancs. De ce point de vue, les origines d’une banlieue tranquille d’Ali G servent plutôt d’alibi,,.
Ali G semble par ailleurs se réjouir d’abaisser le niveau. Bien qu’il ait eu une bonne éducation, et que ses parents travaillent selon toute vraisemblance, il est contre l’école. Sa vie semble être uniquement axée sur l’acquisition de biens matériels, la prise de drogue, obtenir le respect de la rue à travers la violence et coucher avec le plus de jolies filles. Plusieurs journalistes noirs et blancs ont le sentiment qu’Ali G se moque de la communauté noire anglaise (et par certains aspects des jeunes américains) et trouvent dérangeant que ce soit un diplômé de Cambridge  qui le fasse.
Felix Dexter, de la série comique The Real McCoy, déclara dans le journal The Guardian qu’il appréciait l’humour découlant de la rencontre entre un ignorant et un expert qui ne se comprennent pas l’un l’autre. Mais il a aussi ajouté « J’ai l’impression que l’humour ici réside en bonne partie à se moquer de la culture de la rue, noire, et qu’il est acclamé parce qu’il permet à la classe bourgeoise de se moquer de cette culture tout en restant « politiquement correct ». ».

## Production
Ali G apparut sur Channel 4 lors de l'émission The Eleven O'Clock Show. Devant le succès du personnage, Sacha Baron Cohen obtint sa propre émission : Da Ali G Show. La série a été originellement distribuée sur Channel 4 au Royaume-Uni à partir de 2000. Ali G participa au clip de Madonna Music 2000, et celui de Shaggy Me Julie. Une seconde série du Da Ali G Show a été créée pour les États-Unis en 2003, appelée Ali G in da USAiii, et a été distribuée sur la chaîne HBO jusqu’en 2004. Baron Cohen a aussi interprété dans ces séries deux autres journalistes aux méthodes aussi peu orthodoxes que Ali G : un kazakh nommé Borat Sagdiyev, et un homosexuel autrichien appelé Brüno.
Le 23 juillet 2005, la chaîne HBO annonça qu’elle n’avait pas l’intention de continuer la série.

## Principales personnes interviewées par Ali G
- Edwin "Buzz" Aldrin, ancien astronaute et deuxième homme à avoir marché sur la lune.  (Ali G l’appela aussi Buzz l'Éclair)
- Alex Alonso, écrivain, professeur et fondateur du website Streetgang.com.
- David Beckham, joueur de football et sa femme Victoria Beckham, membre des Spice Girls.
- Tony Benn, ancien député du Parti Travailliste, président et ministre
- Boutros Boutros-Ghali[10], ancien secrétaire général des Nations unies, appelé à tort Boutros Boutros Boutros Ghali par Ali-G. Boutros-Ghali est allé tellement loin qu’il participa à certains jeux de mots fameux d’Ali G et fournit l’épilogue de l’épisode, suivant les indications d’Ali G, et disant aux jeunes qui regardaient d’apprécier la « musique de Bob Marley ». Cette interview apparait dans l’épisode War du Da Ali G Show[11]
- Rhodes Boyson (en), ancien ministre britannique du Parti conservateur.
- Pat Buchanan, journaliste politique américain et ancien candidat à l’élection présidentielle qui eut un fou rire quand il réalisa qu’il avait été berné.
- Noam Chomsky, professeur et linguiste au MIT
- Jarvis Cocker, Chanteur du groupe Pulp
- Linda Cohn (en), présentatrice sur ESPN
- Gaz Coombes, chanteur du groupe Supergrass
- Paul Daniels (en), magicien britannique
- James X. Dempsey, gourou personnel et vice-président des relations publiques au centre pour la démocratie et la technologie.
- Sam Donaldson (en), ancien combattant et journaliste
- Mohamed Al-Fayed, propriétaire du magasin Harrods et du club de football Fulham FC
- Jerome Friedman, Professeur de physique au MIT, reçu le prix Nobel en 1990
- John Galbraith, économiste et intellectuel
- Daryl Gates, ancien chef de la police de Los Angeles (Ali G s’adressa à lui en l’appelant “Bill Gates”)
- Newt Gingrich, ancien Président de la Chambre des représentants des États-Unis
- John Gray, auteur de Les hommes viennent de Mars, les femmes viennent de Vénus
- Leanna Heart, actrice de films pornographiques
- Neil Hamilton, Ancien homme politique conservateur
- Kent Hovind (en), évangéliste et créateur de Créationnisme Jeune-Terre
- Reed Irvine (en), fondateur de Accuracy in Media (en)
- Jenna Jameson, actrice de films pornographiques
- Ernie Johnson Jr. (en), animateur sportif
- Steve Kerr, ancien joueur de basket-ball professionnel américain et depuis 2007, président de la ligue de Baseball et manager général des Phoenix Suns (qui, selon Ali G, travail sur TMT ; à l’époque, Kerr était commentateur de baseball sur la chaîne câblée TNT)
- C. Everett Koop, ancien Chirurgien général américain
- James Lipton, animateur de l’Inside the Actors Studio
- John McCain, Sénateur de l’Arizona et candidat à l’élection présidentielle américaine en 2000 et 2008
- Ralph Nader, ancien candidat à l’élection présidentielle américaine
- Thomas J. Pickard, ancien directeur du FBI
- Gail Porter, présentateur de télévision
- Sally Jessy Raphaël, ancien animateur de talk-show (qui félicita Ali G pour avoir été "lui-même")
- Andy Rooney (en), animateur de l’émission sur CBS 60 Minutes, qui termina abruptement et furieusement l’interview
- Charles Schultze (en), ancien ministre de l’Économie sous Jimmy Carter[12]
- Brent Scowcroft, ancien ministre de l’Intérieur américain et général de l’Air Force
- Tomasz Starzewski (en), créateur de mode
- Dick Thornburgh, ancien procureur général américain
- Donald Trump, promoteur, puis président des États-Unis d'Amérique de 2017 à 2021, qui partit soudainement après une minute d’interview
- Stansfield Turner, ancien directeur de la CIA
- Gore Vidal, écrivain et auteur d’essais (qu’Ali G confondit avec Vidal Sassoon)
- Christine Todd Whitman, ancien gouverneur du New Jersey et ministre de la protection de l’environnement
- Sammy Wilson, politicien de l’Irlande du Nord, du Parti unioniste démocrate
- Naomi Wolf, écrivain et féministe
- Glenn Hubbard (en), ancien joueur de baseball professionnel
- Les joueurs de basket-ball professionnel Kobe Bryant (à qui il demanda le nombre de ressorts dans une balle de basket-ball), Steve Nash (qui a gagné un trophée "MP3 selon Ali G et incapable de parler proprement anglais, étant Canadien), Ben Wallace, Shaquille O'Neal (avec qui il se disputa sur le sens de NBA, Ali pensant que cela voulait dire Nationwide Basketball Society), Tim Duncan, Robert Horry, Dwyane Wade, Richard Jefferson (qu’il appela Thomas Jefferson et le pris ensuite pour son fils), Charles Barkley, Kenny Smith et Reggie Miller